# فلسفه پویشی
فلسفه پویشی (به: انگلیسی Process philosophy)، همچنین هستی‌شناسی شدن (به انگلیسی ontology of becoming)، یا اصالت پویش(به انگلیسی processism) نام گذاری شده‌است. این نگرش فلسفی دیگر هستان‌های دنیای واقعی روزمره عادی (مثالها: اجسام پایدار فیزیکی، افکار) را به عنوان انتزاع یا وابسته هستی‌شناسانه از پویش‌ها تلقی می‌کند. فلسفه پویشی در تقابل با دیدگاه کلاسیک به تغییر به عنوان توهم (همان‌طور که پارمنیدس استدلال کرد) یا اتفاقی (همان‌طور که ارسطو استدلال می‌کند) قرار می‌گیرد. این نگرش مطرح می‌کند که نپایندگی یا شدن تنها چیزهای اساسی دنیای واقعی معمولی روزمره هستند.
از زمان افلاطون و ارسطو، هستی‌شناسی کلاسیک، واقعیت عادی جهان را متشکل از جوهر و ذات پایدار دانسته‌است که اگر فرآیندهای گذرا از نظر هستی‌شناسی نفی نشوند، حداقل تابع آن هستند. اگر سقراط تغییر کند، بیمار شود، سقراط همچنان یکسان است (جوهر و ذات سقراط یکسان است) و تغییر (بیماری او) فقط بر روی جوهر او می‌لغزد: تغییر اتفاقی است و فاقد واقعیت اولیه است، در حالی که جوهر و ذات ضروری است.
هراکلیتوس، فریدریش نیچه، آنری برگسون، مارتین هیدگر، چارلز سندرز پیرس، ویلیام جیمز، آلفرد نورث ویتهد، موریس مرلوپونتی، توماس نایل، آلفرد کوریبسکی ،ر. ج. کالینگوود، آلن واتس، روبرت ام پیرسیگ، روبرتو مانگابیرا اونجر، چارلز هارتسهورن، آران گیر، نیکولاس رشر، کالین ویلسون، تیم اینگولد، برونو لاتور، ویلیام ای. کانولی و ژیل دلوز از جمله فلاسفه‌ای هستند که به پویش به جای جوهر تمایل دارند. در فیزیک، ایلیا پریوژین بین «فیزیک بودن» و «فیزیک شدن» تمایز قائل می‌شود. فلسفه پویشی نه تنها شهودها و تجربیات علمی را در بر می‌گیرد، بلکه می‌تواند به عنوان یک پل مفهومی برای تسهیل بحث در بین دین، فلسفه و علم مورد استفاده قرار گیرد. 
فلسفه پویشی گاهی به فلسفه قاره ای نزدیک تر از فلسفه تحلیلی طبقه‌بندی می‌شود، زیرا معمولاً فقط در دانشکده‌های دارای گرایش قاره ای تدریس می‌شود. با این حال، منابع دیگر بیان می‌کنند که فلسفه پویشی باید در جایی در وسط بین قطب‌های روش تحلیلی در مقابل قاره ای در فلسفه معاصر قرار گیرد.

### آثار ذکر شده
- وایتهد، AN (1929). فرایند و واقعیت، مک میلان، نیویورک.
- وایتهد، آلفرد نورث. ویرایش تصحیح فرایند و واقعیت، گریفین، دیوید ری و شربورن، دونالد دبلیو، فری‌پرس، نیویورک (نسخه کیندل).